# Ida von Nagel
Ida Leopoldine Sophie Elizabeth von Nagel (née le 15 mai 1917 à Beberbeck, morte le 29 août 1971 à Ostenfelde) est un cavalière allemande de dressage.

## Carrière
Aux Jeux olympiques d'été de 1952 à Helsinki, l'équipe d'Allemagne composée de Heinz Pollay sur Adular, Ida von Nagel sur Afrika et Fritz Thiedemann sur Chronist. Ces trois chevaux viennent du haras de Vornholz, la haras de la famille Nagel dans le domaine familial tenu par son frère Clemens von Nagel-Doornick.
Tandis qu'Ida von Nagel arrête sa carrière sportive après les Jeux olympiques de 1952, son cheval Afrika participe aux Jeux olympiques d'été de 1956 avec Anneliese Küppers et remporte la médaille d'argent par équipe.
Ida von Nagel et la Danoise Lis Hartel sont les premières cavalières à remporter des médailles olympiques.

## Source de la traduction
- (de) Cet article est partiellement ou en totalité issu de l’article de Wikipédia en allemand intitulé « Ida von Nagel » (voir la liste des auteurs).

1. ↑  Horses in History: Olympic girl power